# The Waldorf Hilton, Londres
O Waldorf Hilton é um hotel de Londres fundado em 1908 por William Waldorf Astor.